# الشعاب (بني حشيش)

تعديل مصدري - تعديل

الشعاب هي إحدى قرى عزلة ذي مرمر بمديرية بني حشيش  التابعة لمحافظة صنعاء، بلغ تعداد سكانها 2155 نسمة حسب تعداد اليمن لعام 2004.